# Kōki Ōtani
Kōki Ōtani (jap. 大谷 幸輝, Ōtani Kōki; * 8. April 1989 in Kumamoto, Präfektur Kumamoto) ist ein japanischer Fußballspieler.

## Karriere
Kōki Ōtani erlernte das Fußballspielen in den Jugendmannschaften von Taiken SC Kumamoto, Blaze Kumamoto, Liberta Kitakumamoto, Bears FC Espada, Lanza Kumamoto und den Urawa Red Diamonds. Hier unterschrieb er 2008 auch seinen ersten Profivertrag. Der Verein aus Saitama spielte in der höchsten Liga des Landes, der J1 League. Die Saison 2014 wurde er an den Zweitligisten Giravanz Kitakyūshū ausgeliehen. Für den Club aus Kitakyūshū stand er 42-mal im Tor. Nachdem er bei den Urawa Reds nicht zum Einsatz gekommen war, verließ er Anfang 2017 den Club und schloss sich dem Ligakonkurrenten Albirex Niigata aus Niigata an. Ende 2017 musste er mit Niigata den Weg in die zweite Liga antreten. Nach 79 Spielen für Niigata wechselte er im Januar 2021 zum Erstligisten Hokkaido Consadole Sapporo.

## Erfolge
Urawa Red Diamonds
- Japanischer Ligapokalsieger: 2016